# Eva z Metternichu
Eva z Metternichu (též ze Schönecku, německy Eva von Metternich) byla německá šlechtična z porýnského šlechtického rodu Metternichů.

## Život
Pocházela ze šlechtického rodu Metternichů z linie Hurth ze Schönecku, která hrála významnou roli v dějinách města Trevíru. Po ozbrojených střetech s arcibiskupy tato linie téměř zanikla, proto hledali útočistě u dvora vévodů z Jülichu a Dolním Rýně. 
Eva ze Schönecku byla vdaná za Bernharda z Metternichu, syna Jana z Metternichu z linie Vettelhofen a jeho druhé manželky Kateřiny z Deinsburgu. 
Velká morová vlna z roku 1615 během několika týdnů (od 16. září do 10. října) zahubila všechny mužské členy rodu Schönecků a Eva se tak stala bohatou univerzální dědičkou, velkého jmění Schönecků, kteří kromě jülišského dědičného maršálského úřadu, vlastnili také panství Ringsheim, Pesch, Klentz, Hof, Lavenich, Eschweiler, Dürnweis, Erdhoven, Sürsch.
Když však chtěla Eva převzít dědictví, zjistila, že je již v obsazen usurpátory. Kolínský kurfiřt zabral Ringsheim, rodový hrad Schönecků u Münstereifelu a další zboží a věnoval je jako léna c. k. generálmajoru Beckovi. Eva se svým manželem Bernardem se všemožně pokoušeli poukázat na nespravedlnost tohoto opatření, avšak marně. Teprve jejich syn Edmund dosáhl soudního jednání v této věci a po téměř dvousetletém procesu byl Ringsheim navrácen Edmundově dceři Marii Kateřině, provdané za Jana z Harffu. 
Marií Kateřinou vyhasla tato větev rodové linie z Metternichu-Vettelhofenu, založená Bernardem z Metternichu, také v ženské linii. Její otec Edmund byl posledním mužským členem rodu.